# حیران وسطی
حیران وسطی، روستایی از توابع بخش مرکزی شهرستان آستارا در استان گیلان ایران است.

## جمعیت
این روستا در دهستان حیران قرار دارد و براساس سرشماری مرکز آمار ایران در سال ۱۳۸۵، جمعیت آن ۶۵ نفر (۱۶خانوار) بوده‌است.